# Fabio Cirifino
Fabio Cirifino (Milano, 1949) è un artista, fotografo e direttore della fotografia italiano.

## Biografia
Esperto di design e fotografia d'architettura, si forma presso lo studio fotografico di Aldo Ballo e nel 1972 fonda il suo studio personale. Collabora con riviste quali Domus, Gran Bazar e Interni. Nel 1982 fonda Studio Azzurro, gruppo di artisti dei nuovi media, insieme con Paolo Rosa (con cui già collaborava dal 1970) e Leonardo Sangiorgi. Sia con Studio Azzurro che autonomamente, cura l'ambito fotografico di allestimenti museali dedicati al mondo classico, al cinema e alla fotografia presentati in numerosi allestimenti, nonché spettacoli teatrali e film.

## Filmografia

### Direttore della fotografia

#### Documentari
- Facce in festa, regia di Paolo Rosa (1980)
- Lato 'D', regia di Paolo Rosa (1983)

#### Cortometraggi
- La variabile Felsen, regia di Paolo Rosa (1988)

#### Lungometraggi
- Live, regia di Bruno Bigoni e Kiko Stella (1984)
- L'osservatorio nucleare del sig. Nanof, regia di Paolo Rosa (1985)
- Dov'è Yankel?, regia di Paolo Rosa, episodio del film Miracoli, storie per corti (1994)
- Il mnemonista, regia di Paolo Rosa (2000)

## Pubblicazioni
- Fabio Cirifino, Museo d'arti applicate, Mondadori Electa, 1999, ISBN 8843562630
- Fabio Cirifino, Paolo Rosa, Stefano Roveda, Leonardo Sangiorgi, Ambienti sensibili. Studio Azzurro. Esperienze tra interattività e narrazione, Mondadori Electa, 1999, ISBN 9788843569397
- Fabio Cirifino, Paolo Rosa, Immagini vive. Studio Azzurro, Mondadori Electa, 2005, ISBN 9788837029951
- Fabio Cirifino, Paolo Rosa, Stefano Roveda, Leonardo Sangiorgi, Studio Azzurro, Feltrinelli, 2007, ISBN 9788807740282
- Fabio Cirifino, La montagna in movimento. Percorsi multimediali attraverso le Alpi meridionali, Silvana, 2006, EAN 9788836609253